# Saudi Oger
Saudi Oger war ein saudi-arabisches Unternehmen mit Sitz in Riad, das vorwiegend im Baugewerbe und im Immobilienmarkt tätig war. Es wurde im Jahr 1978 von Rafiq al-Hariri gegründet, der am 14. Februar 2005 in Beirut bei einem Attentat auf seinen Fahrzeugkonvoi getötet wurde. Seit dessen Tod leitete sein Sohn Saad Hariri das Unternehmen.
Saudi Oger war auch am Bau und Betrieb des König-Fahd-Komplexes zum Druck des Koran beteiligt. Im März 2011 streikten 900 der 1400 Arbeiter der Druckereien, um höhere Löhne von Saudi Oger einzufordern. Schlagzeilen machte Saudi Oger 2016, als das Unternehmen seinen Arbeitern aus Südasien monatelang den vereinbarten Lohn nicht zahlte. Am 31. Juli 2017 stellte Saudi Oger die Geschäftstätigkeit ein.